# Српска православна црква Св. арханђела Михаила у Сенти
Српска православна црква Св. арханђела Михаила у Сенти, првобитно је саграђена 1751. године. Током Српске буне из 1848. године, порушена је. Обновљена је у 20. веку.

## Изглед цркве
Црква је једнобродна грађевина са правоугаоном основом. Споља и изнутра налазе се петостраном олтарске апсиде и правоугаоним певничким просторима. На западном прочељу налази се висок барокни звоник, који доминира црквом. Оригинално је био са три стране слободан, да би накнадно био уклопљен у архитектонски склоп додавањем бочних простора. Фасадна декорација изведена је у духу класицизма. Лукови, са оригиналном пластиком на завршецима, формирају сферне сводове којима је наткриљен простор наоса. Већа пажња посвећена је украшавању западне фасаде, где главни портал и осликана лунета са представом патрона храма изнад, уоквирују два пара пиластера. Олтарску преграду изрезбарио је Михајло Јанић 1851, а осликао Павле Симић 1859–62, који је ангажован и на изради икона на јужним и северним певницама, Богородичиног и Владичанског трона, балустраде хора и велике уљане слике на своду. Претпоставља да је Јован Исаиловић аутор првобитног иконостаса. 
Конзерваторски радови на архитектури изведени су 1980. и 1990.